# Tayuva lilacina
Tayuva lilacina (Gould, 1852) è un mollusco nudibranchio della famiglia Discodorididae.

## Descrizione
Fino a 5 centimetri.

## Distribuzione e habitat
Raro, reperibile nell'Oceano Atlantico orientale e nel Mar Mediterraneo, su fondali rocciosi fino a 20 metri di profondità.